# 학사

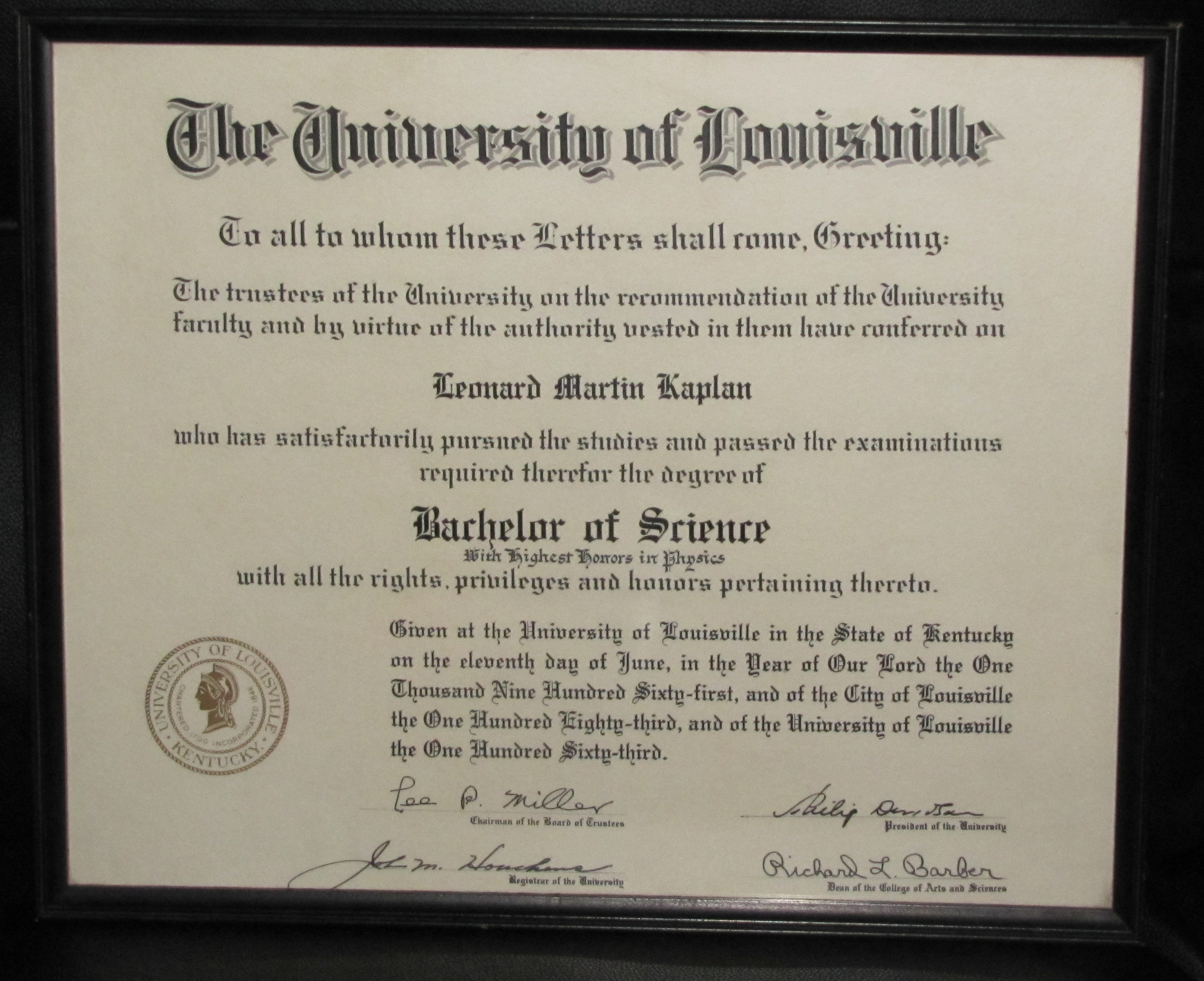
루이빌 대학교에서 수여한 물리학 이학사 학위기

학사(學士)는 대학 졸업자에게 주는 학위이다. 대학 재학 연수는 3년에서 7년 등 국가와 교육기관 등에 따라 다양하다. 의학사(MBBS)처럼 다른 학사와 다른 수준의 학사도 있으며 스코틀랜드식 석사과 캐나다식 의학사(MD)처럼 학사가 아니지만 학사와 같은 수준으로 분류하는 학위도 있다.

## 명칭
'학사(學士)'는 당나라의 학술 및 교육, 연구 분야의 관직 이름으로 일본에서 율령제를 도입했을 때 당나라의 관제를 따라 황태자의 교육관에게 동궁학사 관직을 수여했다. 메이지 유신 이후 동궁학사 관직은 없어졌지만 학사라는 이름은 서양의 'Bachelor'에 상당하는 학위의 이름으로 남았다.
영어 'Bachelor'는 중세 라틴어 낱말 'Baccalaureus'에서 유래한 말로 12세기에는 아직 어리거나 가난해 봉신들이 없었던 최하위 훈작사를 가리키는 말이었다. 13세기 말에 이르러서는 길드와 대학의 하급자를 뜻하는 말로도 쓰였다.

## 나라별 학사

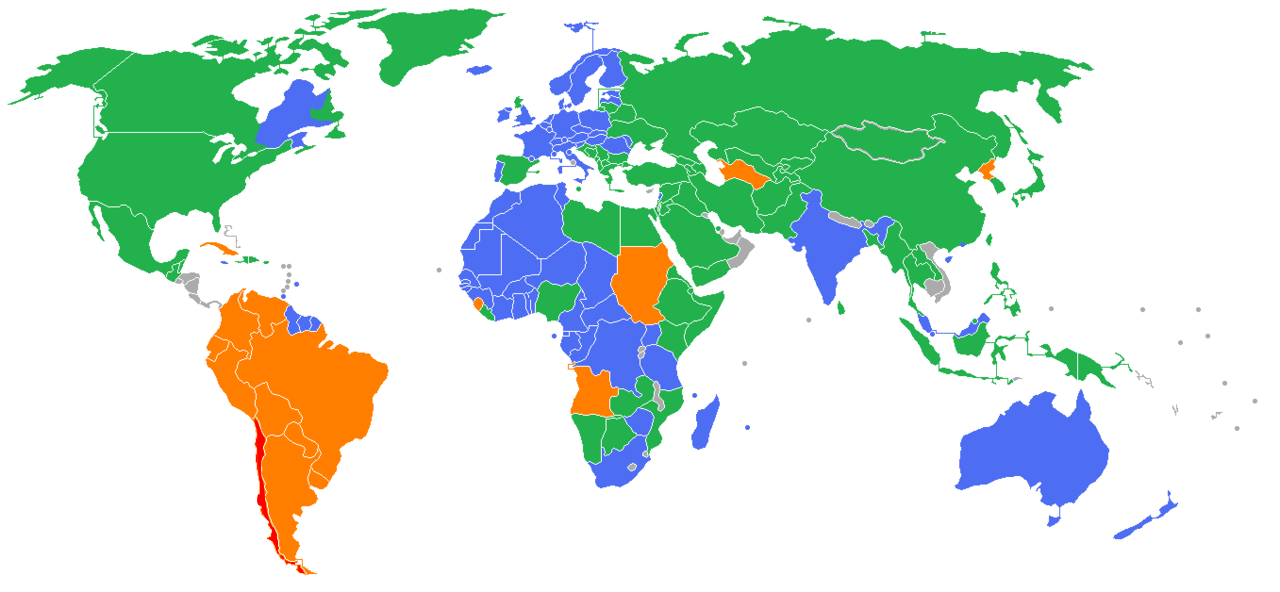
이학사 학위 취득까지 걸리는 기간
3년
4년
5년
6년

### 아메리카

#### 멕시코
멕시코에서 학사 학위를 받는 데까지는 학업의 양에 따라 4년에서 5년이 걸리며 의학사 학위는 6년에서 7년이 걸린다. 학사 학위의 이름은 'Licenciado'다.

#### 미국
미국에서 학사 학위를 받는 데에는 보통 4년이 걸리지만 공학이나 건축학 학사 학위는 대개 5년이 걸린다. 어드밴스트 플레이스먼트나 국제 바칼로레아 학점을 이수했거나 계절학기 수업을 들었을 때에는 기간을 줄일 수 있다.
많은 대학에서는 'Cum laude'와 같은 라틴어 학위 등급 제도를 운영하며 보통 높은 평점평균 등을 요구한다.

#### 캐나다
캐나다에서 교육은 각 주와 준주가 독립성을 갖고 운영하지만 2007년에 교육부장관 위원회에서 학위 과정의 기본 틀을 합의해 볼로냐 프로세스와 비슷한 과정을 채택했다.
많은 대학에서는 우등 학사 학위 제도를 운영한다. '우등(Honours)'이라는 표현은 학문에서의 탁월함을 나타내는 말로 학생이 좋은 성적을 거두었거나 추가 과정을 거쳤다는 것을 뜻한다. 우등 학사 학위는 학부 학위 가운데 가장 높은 수준의 학위로 여겨졌으며 적어도 4년 이상을 공부하고 논문을 쓸 것을 요구하는데, 연구 중심의 우등 학사 학위 논문은 정식 석사 학위 논문과 엇비슷한 것으로 여겨졌다. 학위기에는 'Cum laude'와 같은 라틴어 학위 등급을 표기한다.

### 아시아

#### 대한민국
대한민국에서는 「고등교육법」 제35조 제5항으로 학위의 종류 및 수여에 관하여 필요한 사항은 대통령령으로 정하도록 하며, 「고등교육법 시행령」 제43조 제1항에 따라 학사 학위의 종류는 학칙으로 정한다. 학위의 종류는 다음과 같다.
| 학위 약자                                                   | 영어                                                                       | 한국어                 |
| ----------------------------------------------------------- | -------------------------------------------------------------------------- | ---------------------- |
| BA, AB                                                      | Bachelor of Arts                                                           | 문학사                 |
| BS, BSc, SB, ScB                                            | Bachelor of Science                                                        | 이학사                 |
| BS, BA Econ, BEc, BSc(Econ), BEconSc                        | Bachelor of Economics                                                      | 경제학사               |
| BAI, BEng, BE, BSE, BIng, BESc, BASc, BTech, BSc(Eng), BSET | Bachelor of Engineering Bachelor of Science in Engineering                 | 공학사                 |
| BCom, BComm, BCA, BBA, BSBA, BSB, BBIS                      | Bachelor of Business Administration Bachelor of Commerce                   | 경영학사               |
| B.Math, BMathSc                                             | Bachelor of Mathematics                                                    | 이학사(수학과)         |
| BComp, BCompSc, BIT, BInfTech, BAppSci(IT)                  | Bachelor of Computer Science Bachelor of Science in Information Technology | 이학사(컴퓨터학과)     |
| BArch                                                       | Bachelor of Architecture                                                   | 건축학사               |
| BAvn                                                        | Bachelor of Aviation                                                       | 비행학사               |
| BD, BTh, BRS, BBS, BRE                                      | Bachelor of Divinity                                                       | 신학사                 |
| BKin, BHK, BPE, BHPE, BSc Kin                               | Bachelor of Kinesiology Bachelor of Physical Education                     | 체육학사               |
| DDS, BDent, BDS, BDSc                                       | Bachelor of Dentistry (Doctorate of Dental Surgery)                        | 치의학사               |
| BDes                                                        | Bachelor of Design                                                         | 디자인학사             |
| BFA                                                         | Bachelor of Fine Arts                                                      | 미술학사               |
| BF&TV                                                       | Bachelor of Film and Television                                            | 문학사(영상, 방송학과) |
| BG, BAG, BSG                                                | Bachelor of Geography                                                      | 지리학사               |
| BIS                                                         | Bachelor of Integrated Studies                                             | -                      |
| BJ, BAJ, BSJ                                                | Bachelor of Journalism                                                     | 언론학사               |
| BLA, ABL, BGS, BSGS, BAS, BPS                               | Bachelor of Liberal Arts                                                   | 문학사                 |
| BLS, BLib, BLIS                                             | Bachelor of Library Science                                                | 문헌정보학사           |
| BMedSc, BBiomedSc, BMedSci, BHS, BHSc                       | Bachelor of Biomedical Science Bachelor of Health Science                  | 의과학사               |
| MD, MBBS, BMed, BMBS, MBChB, MBBChir, BMBCh, MBBCh          | Bachelor of Medicine (and Surgery) (Doctor of Medicine)                    | 의학사                 |
| BM, BMus                                                    | Bachelor of Music                                                          | 음악학사               |
| BN, BNSc, BScN, BSN, BNurs                                  | Bachelor of Nursing Science                                                | 간호학사               |
| BPharm                                                      | Bachelor of Pharmacy                                                       | 약학사                 |
| BPhil, PhB                                                  | Bachelor of Philosophy                                                     | 철학사                 |
| BSc(Psych)                                                  | Bachelor of Science in Psychology                                          | 심리학사               |
| BSE, BS in Ed, BEd, BA Ed, BAT                              | Bachelor of Education Bachelor of Science in Education                     | 교육학사               |
| BSPH                                                        | Bachelor of Science in Public Health                                       | 보건학사               |
| BSL, LLB, JD                                                | Bachelor of Laws (Juris Doctor)                                            | 법학사                 |
| BSocSc                                                      | Bachelor of Social Science                                                 | 사회과학사             |
| BVMS, BVM&S                                                 | Bachelor of Veterinary Medicine (and Surgery/Science)                      | 수의학사               |

대한민국에서는 고등교육을 실시하는 학교가 제공하는 교육과정을 수료하고 그밖의 요건을 충족한 때에는 학교의 장이 학사 학위를 수여하며, 이러한 졸업자에 대한 학위 수여 이외에도 「학점인정 등에 관한 법률」에 따른 학점 인정에 근거한 학위 수여도 할 수 있다.
「고등교육법」에 정한 다음 각 학교는 그 학칙에 따라 학교의 장이 학사 학위를 수여한다.
- 대학(산업대학·교육대학을 포함하며, 대학원대학은 제외한다.)[2]
- 전문대학의 전공심화과정[3]
- 원격대학(방송대학·통신대학·방송통신대학 및 사이버대학)의 학사학위과정[4]
- 기술대학의 학사학위과정[5]
- 학력인정 각종학교(대학에 준하는 각종학교 중 교육부장관의 지정을 받아 상급 학위과정에의 입학학력이 인정되는 각종학교)[6]

특별법에 의해 설립된 다음 각 학교는 그 설립 근거 법률에 의하여 학교의 장이 학사 학위를 수여한다.
- 「사관학교 설치법」에 따른 사관학교
- 「육군3사관학교 설치법」에 따른 육군3사관학교
- 「국군간호사관학교 설치법」에 따른 국군간호사관학교
- 「경찰대학 설치법」에 따른 경찰대학
- 「한국과학기술원법」에 따른 한국과학기술원의 학사학위과정
- 「광주과학기술원법」에 따른 광주과학기술원의 학사학위과정

「평생교육법」에 따라 대학 졸업자와 동등한 학력과 학위가 인정되는 평생교육시설의 장은 그 학칙에 따라 학사 학위를 수여한다. 또한 그 교육과정 수료에 대한 학위수 여 이외에 「학점인정 등에 관한 법률」에 따른 학점 인정에 근거한 학위 수여도 할 수 있다.
- 사내대학형태의 평생교육시설[7]
- 원격대학형태의 평생교육시설[8]

#### 일본
1872년 8월 3일에 공포된 학제에서는 대학 졸업자에게 학사 학위를 수여하도록 했다. 또한 1873년 4월에는 조문을 추가하여 전문 학교를 졸업한 사람도 학사 학위를 받을 수 있도록 규정했다. 1876년에 세워진 삿포로 농학교가 학제에 따라 개교 당시부터 학사 학위를 수여할 수 있었던 일본 최초의 학사 수여 기관이었다.
1878년에 도쿄 대학이 정한 학사의 종류는 다섯 가지로 법학사와 이학사, 문학사, 의학사, 제약사였다. 이 가운데 도쿄 대학 제약학과에서 수여하는 제약사만이 다른 학사와는 학위명이 달랐지만 제약사 학위의 수여는 34명에서 그쳤다.
1956년에 제정한 「대학설치기준」에서는 최종 개정시까지 문학사와 교육학사, 신학사, 사회학사, 교양학사, 학예학사, 사회과학사, 법학사, 정치학사, 경제학사, 상학사, 경영학사, 이학사, 의학사, 치학사, 약학사, 간호학사, 보건위생학사, 침구학사, 영양학사, 공학사, 예술공학사, 상선학사, 농학사, 수의학사, 수산학사, 가정학사, 예술학사, 체육학사 등 29종의 학사 종류를 정했다.
1991년에 학위 제도의 개정으로 학위의 이름을 '○○학사'와 전공 명칭을 붙여 쓰는 방식에서 '학사 (○○)'와 같이 학위 뒤에 괄호로 전공 분야를 표기하는 방식으로 바꾸었고, 학위의 종류도 국가가 정하는 방식에서 각 대학이 자유롭게 결정하는 방식으로 바꾸었다.

#### 중화인민공화국
중화인민공화국의 학부 교육 제도는 미국 제도를 본땄다. 교육 과정을 마치면 졸업 증서를 받고, 학위 논문이 통과되면 중화인민공화국 교육부의 증명을 받은 학사(学士) 학위를 받는다. 우등 제도는 없다.

#### 파키스탄
파키스탄에서 학사 학위 과정에 등록하기 위해서는 고등학교를 마치고 고등학교 증명서(Higher Secondary School Certificate)를 받아야 한다. 학사 학위 과정은 보통 4년이며 건축학사와 의학사는 5년이다.

### 아프리카

#### 나이지리아
나이지리아에서 학사 학위를 받는 데에는 4년에서 5년이 필요하다. 학위를 취득하는 데 일반적으로 필요한 기간의 두 배를 넘기면 학위를 받을 수 있는데, 5년 과정을 10년동안 마치지 못하면 학위 과정을 포기해야 한다. 모든 공학사 과정 학생들과 일부 이학사 과정 학생들은 학생 산업 활동 경험 제도(Students Industrial Work Experience Scheme) 학기를 이수해야 한다.
30세 미만의 모든 졸업생들은 대개 1년 동안 준군사조직인 국가 청소년 봉사단(National Youth Service Corps)에 들어가 나이지리아의 각 지역에서 봉사해야 한다. 국가 청소년 봉사단은 비아프라 전쟁이 끝나고 만들어졌다.

#### 알제리
알제리의 학사 학위 과정은 LMD(Licence, Master, Doctorat) 개혁의 한 과정으로 취득하는 데 보통 3년이 걸린다. 학사 학위 과정에 등록하기 위해서는 중등학교 졸업 시험을 통과해 바칼로레아(Baccalauréat)를 취득해야 한다.

### 유럽

#### 독일
독일의 학사 학위는 중세 후기 이래로 'Bakkalaureus'였으나 1820년에 있었던 교육 개혁으로 폐지됐고, 아비투어가 이를 대신했으며 대학에서는 대학원 학위만 수여했다.
대학원 학위인 'Magister' 학위는 5년 동안 공부해야 받을 수 있었다. 1899년에는 공과대학들이 대학으로 승격되자 'Diplom' 학위를 수여하기 시작했다. 응용학문대학이 세워진 뒤로는 3년에서 4년 정도의 교육 기간을 거쳐 'Diplom (FH)' 학위를 수여했다.
1998년에 볼로냐 프로세스를 따르기 위해 교육법령을 개정하고 학사(Bachelor) 학위를 재도입했다. 오늘날 독일에서 학사 학위는 'Bakkalaureus' 또는 'Bachelor'로 표기한다. 볼로냐 프로세스에 따라 학사 학위 이후에는 대학원에서 석사(Master) 학위를 받는다. 기존의 'Diplom' 학위나 'Magister' 학위는 2010년 들어서 대부분 사라졌지만 일부 지역의 대학에서는 대안 학위의 일환으로 'Diplom' 학위를 재도입했다.

#### 소련 및 러시아
소련에서는 대학에서 5년 동안 공부하면 'Специалист(Specialist)' 학위를 수여했다. 이 학위는 학사 및 석사 학위 모두와 비슷했다. 1990년대 초반에는 투르크메니스탄을 제외한 독립국가연합 구성국에서 'Бакалавр(Bakalavr)' 학위를 도입하는 한편 기존의 5년제 'Специалист' 학위도 존치했다.

#### 이탈리아
이탈리아에서는 2000년대 초반에 법과대학이나 의과대학 등의 일부를 제외하고 볼로냐 프로세스에 따라 이전의 4, 5, 6년제 'Laurea' 학위를 폐지했다. 'Laurea triennale' 또는 간단히 'Laurea'로 부르는 학사 학위는 받기까지 3년이 걸리며 그 뒤에는 석사(Laurea magistrale) 학위를 받는다.

#### 포르투갈
오늘날 포르투갈에서 학사 학위는 'Licenciatura'로 대학이나 공과대학에서 3년에서 4년을 공부해야 받을 수 있다. 볼로냐 프로세스 이전에는 학사 학위로 3년제 'Bacharelat'가 있었으며 당시에 'Licenciatura' 학위는 오늘날의 석사 학위와 같았다. 'Licenciatura' 학위를 받기 위해서는 5년을 공부하거나 'Bacharelato'를 받은 뒤 2년을 공부해야했다.

#### 프랑스
프랑스의 학사 학위는 3년제 'Licence' 학위다. 2004년에 볼로냐 프로세스를 도입해 'Licence' 학위를 학사 학위와 같게 다룬다.

### 오세아니아

#### 오스트레일리아
오스트레일리아에서 학사(Bachelor degree)는 3년에서 4년제다. 학사 학위를 우수한 성적으로 받은 뒤 1년 동안 더 공부하면 우등 학사 학위(Bachelor honours degree)를 받을 수 있다.

## 같이 보기
- 석사
- 박사
- 이학학사(영어판)